# Illifaut
Illifaut is een gemeente in het Franse departement Côtes-d'Armor (regio Bretagne) en telt 632 inwoners (1999). De plaats maakt deel uit van het arrondissement Dinan.

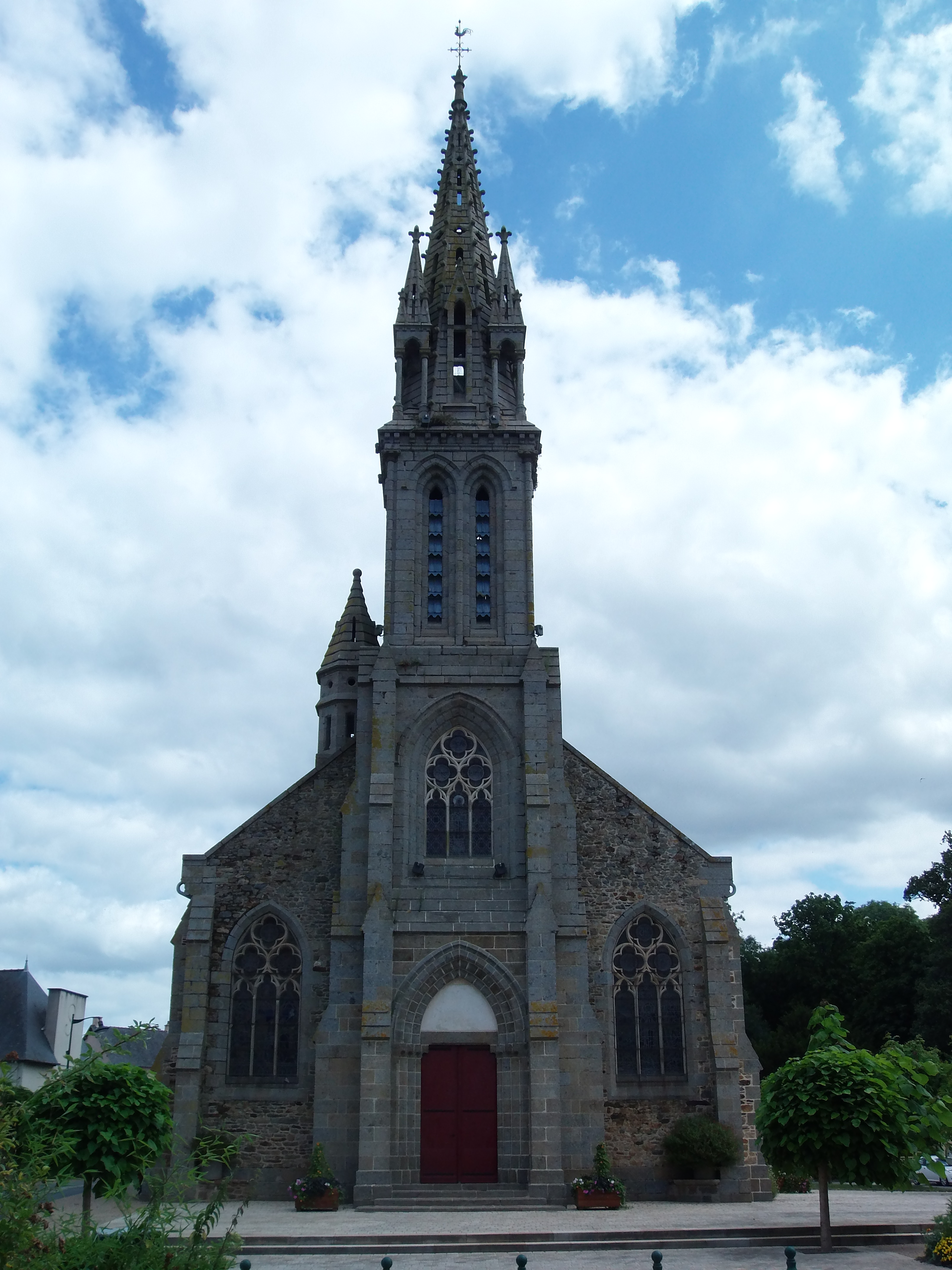
Kerk van Illifaut
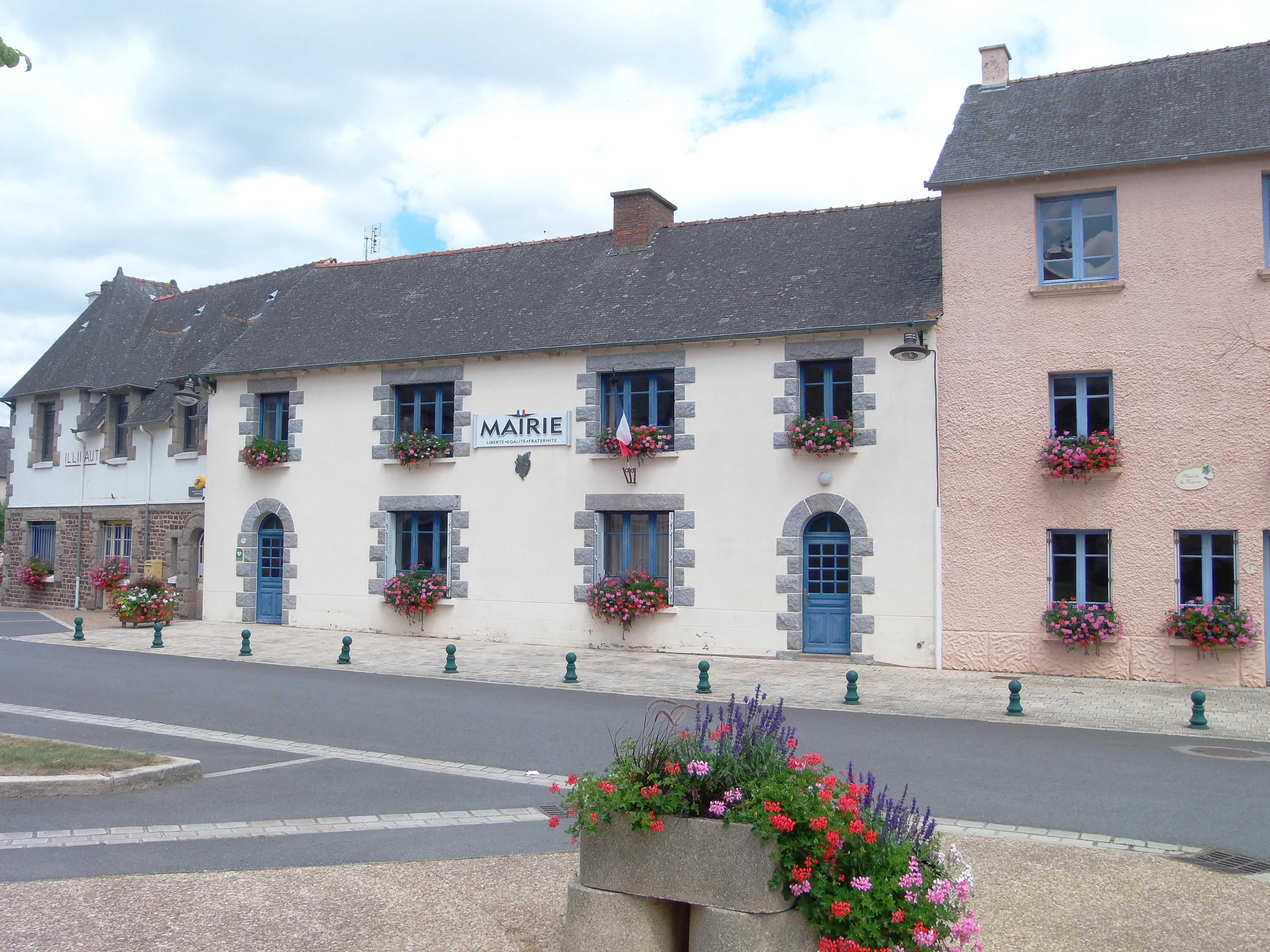
Gemeentehuis

## Geografie
De oppervlakte van Illifaut bedraagt 27,0 km², de bevolkingsdichtheid is 23,4 inwoners per km².
De onderstaande kaart toont de ligging van Illifaut met de belangrijkste infrastructuur en aangrenzende gemeenten.

## Demografie
Onderstaande figuur toont het verloop van het inwonertal (bron: INSEE-tellingen).

1. ↑  Populations de référence 2022.